# Стинчень
Стинчень, Стинчені (рум. Stânceni) — село у повіті Муреш в Румунії. Адміністративний центр комуни Стинчень.
Село розташоване на відстані 288 км на північ від Бухареста, 69 км на північний схід від Тиргу-Муреша, 126 км на схід від Клуж-Напоки, 147 км на північ від Брашова.

## Населення
За даними перепису населення 2002 року у селі проживали 766 осіб.
Національний склад населення села:
| Національність | Кількість осіб | Відсоток |
| -------------- | -------------- | -------- |
| румуни         | 502            | 65,5%    |
| угорці         | 259            | 33,8%    |

Рідною мовою назвали:
| Мова      | Кількість осіб | Відсоток |
| --------- | -------------- | -------- |
| румунська | 516            | 67,4%    |
| угорська  | 248            | 32,4%    |